# Aleksandr Boloshev
Aleksandr Aleksandrovich Boloshev (cirílico:Александр Александрович Болошев) (Elektrogorsk, 12 de março de 1947 - Volgogrado, 16 de julho de 2010) foi um basquetebolista russo que integrou a Seleção Soviética na conquista da Medalha de Ouro disputada nos XX Jogos Olímpicos de Verão realizados em Munique em 1972.